# Anthony Le Roux
Pour les articles homonymes, voir Le Roux.
Anthony Le Roux est un joueur international de rink hockey né le 7 mars 1990. Formé à Ploufragan, il évolue au sein du club de Saint-Brieuc avant de revenir à Ploufragan en 2021.

## Parcours sportif
En 2014, il est sélectionné en équipe de France pour participer au Championnat d'Europe.

### Palmarès
En 2013, il termine à la troisième place du championnat de France de Nationale 1 avec le club du RAC Saint-Brieuc.